# Symplocos naniflora
Symplocos naniflora är en tvåhjärtbladig växtart som beskrevs av L.M.Kelly och Almeda. Symplocos naniflora ingår i släktet Symplocos och familjen Symplocaceae. Inga underarter finns listade i Catalogue of Life.